# Manatu : Le Jeu des trois vérités

Manatu : Le Jeu des trois vérités (Manatu – Nur die Wahrheit rettet Dich) est un téléfilm allemand, réalisé par Edzard Onneken, et diffusé en 2007.

## Synopsis
Dans cette famille complètement vide, où plus personne ne prend le temps de se parler, Mark un docteur qui s'est expatrié sur une île décide d'envoyer à sa belle sœur Laura pour son anniversaire un jeu très étrange qui pourrait les aider à renouer des liens "le Manatu". Pensant bien faire, il ne sait pas que sur une île le jeu est inoffensif car tout le monde dit la vérité, mais en ville c'est la catastrophe. Le colis fut réceptionné par Betty la petite dernière de la famille qui semble avoir une étrange sensation vis-à-vis du jeu.
Alors que la soirée semblait réglée pour la soirée d'anniversaire, la famille ne peut cependant pas s'en aller car les véhicules de la famille refusent de démarrer. Betty, la petite fille décide de réunir cette même famille autour de la table de la salle à manger pour que celle-ci puisse jouer, la famille comprend Laura la mère de famille qui semble se sentir délaissée par sa famille, Mathias un père pourtant aimant semble être surmené par son travail, Ron un jeune lycéen doué et pourvu de logique et Nikki l'adolescente rebelle de la famille. 
Dès le premier tour, la famille va se retrouver face à d'étranges règles mais aussi à une manière de jouer particulièrement impressionnante, faisant appel à une magie très belle mais aussi très dangereuse. Parmi les différentes cases Manatu le sorcier pose trois questions à la personne qui est tombée dessus et celui-ci doit dire la vérité sous peine de sanction. Ne prenant pas les règles au sérieux, la famille se retrouve enfermée dans un étrange puits, ne pouvant en sortir que s'ils parviennent à atteindre une plate-forme centrale, ainsi qu'une sortie se trouvant à l'extrémité du puits en hauteur.
Pour terminer la partie, un des membres doit réunir trois anneaux, faute de quoi ils ne pourront plus jamais sortir de chez eux. Pendant la partie et se rendant compte de son erreur Mark tente d'arriver à temps pour sauver sa famille.

## Les règles du Manatu
Malgré sa magie dangereuse, le Manatu possède des règles simples et d'un plateau à cases de 7 types différents. Il se joue avec des pions et deux bâtons en guise de dés.
Case bleue : Épreuve musicale, seule Nikki y arrivera étant donné qu'elle aurait déjà pris des cours de piano.
Case noire : Épreuve de la peur, comme le nom de la couleur, celle-ci met le joueur à l'épreuve de vaincre une peur (la sienne ou un autre membre de sa famille)
Case jaune : Épreuve de pêche, un hologramme apparaît au centre du plateau et prend la posture du joueur qui doit pêcher à l'aide d'une lance et attraper au moins un poisson.
Case vert foncé : Joker. Aucune épreuve prévue à cet effet.
Case vert clair : Épreuve de kayak, le joueur doit faire mime de ramer jusqu'à amener l'hologramme en zone sûre.
Case rouge : Épreuve de vérité, le joueur qui tombe sur cette case doit répondre à trois questions posées par Manatu et quoi qu'il arrive dire la vérité. Si jamais le joueur ment, les conséquences seront fâcheuses pour lui et sa famille. Manatu pardonne le premier mensonge et punit à partir du second. Plus la famille ment, plus la sanction sera sévère.

## Fiche technique
- Titre original allemand : Manatu – Nur die Wahrheit rettet Dich
- Réalisation : Edzard Onneken
- Scénario : Sven Böttcher
- Photographie : Tomas Erhart
- Musique : Maurus Ronner
- Durée : 110 min

## Distribution
- Susanna Simon (V. F. : Véronique Desmadryl) : Laura
- Markus Knüfken (V. F. : Jean-Claude Montalban) : Mathias
- Pasquale Aleardi (V. F. : Jérôme Rebbot) : Mark
- Stefan Miess (V. F. : Arthur Pestel) : Ron
- Emilia Schüle (V. F. : Jessica Monceau) : Nikki
- Kara Mc Sorley (V. F. : Corinne Martin) : Betty
- Paul Faßnacht : Nebelkopf
- Saskia Valencia (V. F. : Ariane Deviègue) : Mona
- Rainer Luxem : Postler
- Peter Gavajda : Paluna

Source et légende : Version française (V. F.) selon le carton de doublage.